# Dutherson Clerveaux
Dutherson Clerveaux (20 gennaio 1999) è un calciatore haitiano centrocampista del Cavaly e della Nazionale haitiana.

## Carriera

### Club
Ha sempre giocato nel campionato haitiano.

### Nazionale
Ha partecipato alla CONCACAF Gold Cup del 2019 ed a quella del 2021.